# Elytrimitatrix punctiventris
Elytrimitatrix punctiventris es una especie de escarabajo longicornio del género Elytrimitatrix, familia Cerambycidae, orden Coleoptera. Fue descrita científicamente por Bates en 1885.

## Descripción
Mide 11,5-11,6 milímetros de longitud.

## Distribución
Se distribuye por Costa Rica y Panamá.